# Elysia asbecki
Elysia asbecki is een slakkensoort uit de familie van de Plakobranchidae. De wetenschappelijke naam van de soort is voor het eerst geldig gepubliceerd in 2010 door Wägele, Stemmer, Burghardt & Händeler.